# Stazione di Corbeil-Essonnes
La stazione di Corbeil-Essonnes (in francese Gare de Corbeil-Essonnes) è una stazione ferroviaria situata nel comune di Corbeil-Essonnes, nel dipartimento dell'Essonne.

## Storia
Una prima stazione, capolinea provvisorio della ferrovia proveniente da Parigi, fu attivata dalla Compagnie du chemin de fer de Paris à Orléans (PO) il 17 settembre 1840.
Quando la linea fuu prolungata fino a Maisse (il primo tratto della linea per Montargis), lungo la valle dell'Essonne, richiese la curvatura della linea in direzione sud-ovest e la costruzione di una nuova stazione, orientata a nord-est-sud-ovest, che fu inaugurata il 5 gennaio 1865.
La sera 13 agosto 1944 la stazione di Corbeil fu bombardata dall'aviazione alleata. Il bombardamento prese di mira il nodo ferroviario della stazione e le fabbriche vicine. Il bombardamento uccise 26 persone e ne ferì 527.
Il fabbricato viaggiatori della stazione è stato rimodellato nel 1979, quando la facciata esterna dell'edificio è stata modificata con l'installazione di un rivestimento metallico bianco intorno all'intero primo piano.
Nel 2013 è stato costruito un nuovo binario centrale, che serve due nuovi binari, all'estremità ovest della stazione. La piattaforma e i due binari sono stati costruiti al posto di tre precedenti binari di servizio. In questo modo il numero di binari accessibili ai treni RER salirà a sette.
Alla fine del 2017 è stata messa in funzione una passerella che attraversa i binari della stazione all'estremità meridionale.
Nel 2020 la facciata esterna dell'edificio passeggeri è stata rinnovata e sarà installata una nuova tettoia.

## Movimenti
La stazione è servita dai treni della Linea RER D.